# The African Queen
The African Queen é um filme britânico-norte-americano de 1951, do gênero filme de guerra, dirigido por John Huston, com argumento de James Agee, baseado no romance de C. S. Forester.
Foi filmado em Technicolor por Jack Cardiff e tem uma trilha sonora de Allan Gray. O filme é estrelado por  Humphrey Bogart (que ganhou o Oscar de Melhor Ator, seu único Oscar) e Katharine Hepburn com Robert Morley, Peter Bull,  Walter Gotell, Richard Marner e Theodore Bikel.

## Sinopse
Em 1914, no início da Primeira Guerra Mundial na África, o aventureiro canadense Charlie Allnut (Humphrey Bogart), dono de um pequeno barco chamado 'Rainha da África', é convencido pela inglesa Rose Sayer, a descer com seu barco o rio Congo cheio de corredeiras e outros perigos. E, ainda, destruírem um navio alemão situado em um ponto estratégico do antigo Congo Belga. Eles lutam contra as forças da natureza e também um contra o outro, vencendo com uma surpreendente engenhosidade as dificuldades que surgem.

## Elenco
- Humphrey Bogart como Charlie Allnut
- Katharine Hepburn como Rose Sayer
- Robert Morley como reverendo Samuel Sayer, "o irmão"
- Peter Bull como o capitão do  Königin Luise
- Theodore Bikel como o primeiro oficial do Königin Luise
- Walter Gotell como o segundo oficial do Königin Luise
- Peter Swanwick como o primeiro oficial de Fort Shona
- Richard Marner como o segundo oficial de Fort Shona
- Gerald Onn como Petty Oficial do Königin Luise  (sem créditos)

## Produção
Grande parte do filme foi filmada no lago Albert, Uganda e no Congo Belga na África. Isso foi bastante novo para a época, especialmente para uma  imagem do Technicolor que usava câmeras grandes e complicadas de "três faixas". O elenco e a tripulação suportaram doenças e condições de vida espartana durante seu tempo no local. Na cena inicial em que Hepburn interpreta um órgão na igreja, um balde foi colocado fora da câmera, no qual ela podia vomitar entre as tomadas porque estava doente. Bogart mais tarde se gabou de que ele e Huston eram os únicos membros do elenco e da tripulação que escaparam de doenças, que ele creditou por ter bebido uísque no local, em vez da água local.
Cerca de metade do filme foi filmado no Reino Unido. As cenas em que Bogart e Hepburn são vistas na água foram filmadas em tanques de estúdio no  Worton Hall Studios em Isleworth, perto de Londres. Essas cenas foram consideradas perigosas demais para filmar na África. Todas as placas de primeiro plano para as fotos do processo também foram filmadas no estúdio. Um mito cresceu que as cenas na margem do rio cheia de juncos foram filmadas em Dalyan, Turquia, Mas em seu livro sobre as filmagens, Hepburn afirmou: "Estávamos prestes a ir... de volta a Entebbe, mas John [Huston] queria tirar fotos de Bogie e eu nas milhas de altas palhetas antes de sairmos no lago...". A sequência foi filmada no local na África e nos estúdios de Londres. Os tiros do Fort Shona ocupados alemães foram filmados em Worton Hall, onde um conjunto de fortaleza foi construído a partir de andaimes tubulares e coberto de gesso.

## Recepção e bilheteria
Revisões críticas contemporâneas foram principalmente positivas. Edwin Schallert, do Los Angeles Times, escreveu que o filme "deve impressionar por sua novidade tanto no elenco quanto no cenário" e encontrou o final "bastante artificial e até incrível, mas melodramático o suficiente, com quase um sotaque ocidental, para ser popularmente eficaz". Bosley Crowther, do New York Times, chamou o filme de "um trabalho liso de Hoodwinking, com um romance completamente implausível, ambientado em um quadro de aventura selvagem que é tão impressionante quanto sua história de amor não-beal... isso não é conhecido com desfavor". Crowther acrescentou que "o Sr. Huston merece crédito por colocar essa história fantástica em um nível de brincadeira astuta e educada e geralmente mantê -la lá, enquanto fazia o feliz negócio de engenharia em excitação e emoções visuais".
O filme ganhou cerca de £ 256.267 nos cinemas do Reino Unido em 1952, tornando-o o 11º filme mais popular do ano. Ganhou cerca de US$ 4 milhões em aluguel teatral norte-americano e US$ 6 milhões em todo o mundo. 

No local da agregação de revisão, Rotten Tomatoes, o filme tem uma classificação de 96% com base em 47 críticas, com uma classificação média de 8,8/10. O consenso crítico do site diz: "Perfeitamente fundido, escrito e lindamente filmado, a rainha africana continua emocionante, engraçada e absorvendo sem esforço, mesmo depois de mais de meio século em filmes de aventura emprestando liberalmente de seu DNA criativo". No Metacritic,  ele tem uma pontuação de 91% com base em críticas de 15 críticos, indicando "aclamação universal".